# Juvénal Habyarimana
Juvénal Habyarimana (8. března 1937, Ruanda-Urundi – 6. dubna 1994, Kigali, Rwanda) byl třetí prezident Rwandy v letech 1973–1994. Během 20 let svého funkčního období propagoval politiku, která upřednostňovala hutuské etnikum rwandského obyvatelstva a podporoval Hutuy také v boji proti tutsijské vládě v sousedním Burundi. Během občanské války ve Rwandě v roce 1994 bylo sestřeleno jeho soukromé letadlo poblíž hlavního města Kigali, na jehož palubě byl také prezident Burundi Cyprien Ntaryamira. Jeho smrt vyvolala obrovskou vlnu násilí, která vyústila v genocidu rwandského obyvatelstva. Nepokoje vzrostly také v Burundi a sousedních zemích.

## Cesta k moci
Habyarimana byl před rokem 1973 ministr obrany, této pozice využil 5. července 1973 ke svržení dosavadního prezidenta Grégoire Kayibandy. K moci se dostala také jeho vládní strana MRND (francouzsky Mouvement Révolutionaire National pour le Développement), která tak ukončila vládu strany Parmehutu (francouzsky Parti du Mouvement de l'Emancipation Hutu).

## Nepokoje
Napětí mezi oběma etniky, Huty a Tutsii, se táhne od koloniálních dob, kdy území kolonie Ruanda-Urundi ovládala Belgie. Belgičané během své nadvlády zvýhodňovali tutsijské obyvatelstvo a po roce 1962, kdy získala Rwanda nezávislost, vypukly vlny násilí a etnické čistky. Tehdy uprchly tisíce Tutsiů do okolních zemí, především do Ugandy. V Ugandě se po léta formovala Rwandská vlastenecká fronta (RPF), která se připravovala na vpád do Rwandy, aby vrátila moc do rukou Tutsiů. V říjnu 1990 skutečně překročily jednotky RPF rwandsko-ugandskou státní hranici a vyvolaly nenávist hutuského obyvatelstva. Vstup jednotek RPF na území Rwandy je považován za počátek občanské války ve Rwandě. Do země nakonec na žádost Habyarimany intervenovaly jednotky Zairu, aby zabránily převratu a kontrolovaly dodržování smlouvy Arusha, která měla vést k uzavření příměří mezi rwandskou vládou a RPF.

## Atentát
6. dubna 1994 bylo poblíž mezinárodního letiště v Kigali sestřeleno soukromé tryskové letadlo Falcon 50, na jehož palubě byl mimo Habyarimany také prezident Burundi Cyprien Ntaryamira a několik dalších významných představitelů obou zemí. Okolnosti atentátu nebyly nikdy objasněny. Představitelé rwandské vlády obvinili z atentátu vůdce RPF Paula Kagameho, ten naopak obvinil několik hutuských představitelů vlády, že chtěli úmyslně vyvolat nepokoje, aby se tak snadněji udrželi u moci. Vyšetřování atentátu vedla později také Francie, která měla v letadle část své posádky. Kagame ji obvinil, že chce pouze zakrýt vlastní spoluvinu na genocidě.
Smrt Habyarimany vyvolala obrovské vlny násilí, které vedly až ke genocidě rwandského obyvatelstva. Cílem se stali především Tutsiové a politicky umírnění Hutuové. Při genocidě přišlo o život 800 tisíc až jeden milion lidí.

## Pohřeb
Tělo Habyarimany bylo několik dnů po atentátu uloženo v soukromém mausoleu v zairském městě Gbadolite. Mobutu Sese Seko, tehdejší prezident Zairu (dnes Demokratická republika Kongo), slíbil Habyarimanově rodině, že řádný pohřeb proběhne ve Rwandě. 12. května 1997, čtyři dny předtím, než byla vláda Mobutu Sese Seka svrhnuta a k moci se dostal Laurent-Désiré Kabila, vyslal Seko letadlo do Kinshasy a 16. května byly Habyarimanovy ostatky zpopelněny.

## Rodina
Agathe Habyarimana byla manželkou prezidenta Habyarimany. Nechvalně proslula skutečností, že kolem její osoby a několika blízkých spolupracovníků začaly vznikat první plány na uskutečnění genocidy. Byla obviněna rwandským ministrem spravedlnosti Tharcissem Karugaramou ze spoluúčasti na genocidě. Zažádala si o azyl ve Francii, který ji byl odepřen na základě důkazů o spoluvině na spáchaní genocidy. V roce 2010 na ni byl vydán mezinárodní zatykač, na jehož základě byla zadržena.